# 兵庫県立姫路西高等学校
兵庫県立姫路西高等学校（ひょうごけんりつ ひめじにしこうとうがっこう）は、兵庫県姫路市北八代に所在する県立高等学校。
第4学区に属する。
略称「西高」（にしこう）、「姫西」（ひめにし）。兵庫県下最古の高校である。

## 沿革

### 旧制姫路中学校（姫中）
- 1878年（明治11年）
  - 6月13日 - 6郡組合立姫路中学校設立認可。
  - 8月8日 - 景福寺を仮校舎として開校。
- 1883年（明治16年）9月10日 - 国府寺町に校舎新築移転。
- 1886年（明治19年）1月25日 - 播磨14郡組合立姫路中学校となる。
- 1887年（明治20年）4月1日 - 中学校令に基づき兵庫県尋常中学校となる（当時は兵庫県唯一の尋常中学校[注釈 1][注釈 2]）。
- 1896年（明治29年）4月1日 - 兵庫県姫路尋常中学校と改称（県が神戸・豊岡にも尋常中学校を開校したため）。
- 1899年（明治32年）4月1日 - 兵庫県姫路中学校と改称。
- 1901年（明治34年）5月6日 - 兵庫県立姫路中学校と改称。
- 1909年（明治42年）4月8日 - 城北村伊伝居(現在地)に校舎を移転。
- 1936年（昭和11年） - 野球部が第13回選抜中等学校野球大会で甲子園初出場（初戦敗退）。
- 1938年（昭和13年）12月25日 - 姫路中学校校歌を制定。

### 姫路西高等学校
- 1948年（昭和23年）
  - 4月1日 - 学制改革により兵庫県立姫路西高等学校となる。
  - 6月30日 - 兵庫県立姫路東高等学校（旧制兵庫県立姫路高等女学校）と職員・生徒を折半交流し、男女共学となる。
- 1949年（昭和24年）4月1日 - 家庭科・商業科を設置。
- 1953年（昭和28年）3月31日 - 家庭科の募集を停止。
- 1955年（昭和30年）1月15日 - 校歌「友にあたう」制定。
- 1960年（昭和35年）3月31日 - 商業科の募集を停止。
- 2008年（平成20年）10月29日 - 2006年から行われた耐震補強のため校舎の改築工事が完了[3][4][5][6]。
- 2014年（平成26年）3月28日 - 文部科学省スーパーグローバルハイスクール (SGH) 事業指定。
- 2015年（平成27年）
  - 2月3日 - スーパーグローバルハイスクール指定に伴い地元企業のグローリーと西松屋と共同事業研究の協力協定に調印[7]。
  - 4月1日 - 「知の総合類型」を設立。
- 2018年（平成30年）4月1日 - 「知の総合類型」を改編し、全県学区・文理融合型の「国際理学科」を設立する。
- 2020年（令和2年）3月31日 - 文部科学省スーパーサイエンスハイスクール (SSH) 事業指定[8]。指定期間は、2020年度から2024年度までの5年間。

2学期制が採用されている。2017年までは55分授業が採用されていたが、現在は50分授業となっている。

## 校歌等
- 校歌「友にあたう」：作詞 阿部知二、作曲 山田耕筰
- 学生歌「朝な夕なに」：作詞 田路次郎、作曲 米田輝美
- 応援歌「燃ゆる血潮を」：作詞 下村唯雄、作曲 木村一郎 、「鷺山に秋の」：作詞 栗田粛夫、作曲 井原虎蔵
- 姫中校歌：作詞 北原白秋、作曲 山田耕筰

## 学校行事
- 4月 - 入学式、離任式、文化祭、野外教育活動
- 5月 - 定期考査
- 6月 - 修学旅行(2年)、姫路東西高等学校体育大会
- 7月 - 定期考査
- 7月 - 定期考査、芸能鑑賞会、球技大会
- 8月 - オーストラリア研修（希望者）
- 9月 - 体育大会
- 10月 - 定期考査
- 12月 - 定期考査、勤労体験学習（という名の清掃）
- 2月 - 卒業式、課題研究発表会
- 3月 - 学年末考査、球技大会、全校読書会、アメリカ研修（国際理学科のみ）

文化祭（4月）
西高最大の行事と言われる。新入生歓迎会を兼ねて4月の入学式から1週間後程度で2日間かけて行われる。
1日目は校内でスピーチコンテストや展示、ミニフェスが行われる。スピーチコンテストは2、3年の選抜者がスピーチ行う。展示では、文化部展示の他に2年が旧クラスで学年展示を行う。しかし食物を扱った所謂模擬店は認められていない。ミニフェスはオーディションによって選ばれた数組の有志団体（主にバンド）が体育館でパフォーマンスを行う。
2日目は文化センターを貸し切って行われる。オープニングや文化部ステージ、学年劇などの演目がある。学年劇は3年が2つの劇団に分かれ、本格的な劇（時間も長く、約45分）を行う。文化祭の最後、エンディングでは全員で栄光の架橋（コロナ前までは長渕の乾杯）を歌うのが恒例となっている。
文化祭に向けては約半年前から準備がスタートする。3年は最後の文化祭、文化部は最後のステージというところも多い。
なお令和3年12月28日をもって文化センターが閉館。今後文化センターで文化祭が行われることはない。その後は、アクリエで開かれることになった。
野外教育活動（4月）
新入生が親睦を深めるために行う。グリーンエコーに行き、飯盒炊爨や対抗レクをする。
東西体育大会（6月）
年1で、各運動部が2日間で行われる、東高との所謂定期戦である。1日目は各校グラウンドと球技スポーツセンターで、2日目は手柄山公園の各スポーツ施設を貸し切って行われる。これを境に引退する3年も多い。
競技終了後には両校の親睦を深めるためにフォークダンスが行われる。コロナウイルスにより数年間休止になったが、2023年度より再開。
修学旅行（6月）
2年6月下旬の4日間で行われる。近年は北海道に行っている。
球技大会（前期：7月、後期：3月）
前期：7月考査後に行われる。種目はソフト(男子のみ)、フットサル(女子のみ)、バレー、バスケ、ドッジ(又は硬式テニス)(男女)。1年は最初の、3年は最後の球技大会である。予定では1日目全日と2日目午後を使って行われるが、梅雨時であるため、天候の都合により1日に短縮されることが多い。
後期：考査後に行われる。種目はサッカー(男子のみ)、ドッジ(女子のみ)、バド、硬式テニス(男女)。
オーストラリア研修（8月）
希望制、姉妹校であるロスモイン高などで研修を行う。生徒はロスモイン高の生徒の家にホームステイする。期間は2週間前後。
参加した生徒は、12月頃に日本に研修に来るロスモイン高の生徒のホームステイを受け入れる。
体育大会（9月）
他校でいう体育祭だが、名前からも分かるように「祭として」より「競技として」の趣が強い。内容としてはトラック競技(60m(女子)、100m、200m、400m(男子)、4×100mリレー(女子)、4×200mリレー(男子)、男女混合リレー)、走り高跳び、メディシンボール投げ(女子)、力持ち競争(男子)、生徒会競技、大縄、学年対抗綱引き、応援合戦など。また、クラスごとに模造紙にデコし、体育大会当日に校舎の外壁に展示する。
課題研究発表会（2月）
課題研究を行っている生徒が1年間の研究成果を発表する行事である。2年はステージ発表(英語で)、1年はポスター発表を行う。他にも普通科1年は総合学習の発表、2年はディベートを行う生徒もいる。
また、著名人が講演した年もあり、過去には池上彰氏、山崎直子氏、ロバート・キャンベル氏などによる講演が行われた。
全校読書会（3月）
アンケートを基に1、2年が各々に決められた本を読み、本ごとに分かれて2時間程討論する行事。本は毎年変わる。
アメリカ研修（3月）
国際理学科の生徒全員がアメリカのニューヨークやボストンで研修する。ハーバードやマサチューセッツを訪問したり、ボストンでホームステイを行ったりする。期間は10日程度。

## 部活動

### 運動部
- 陸上競技部
- 水泳部
- サッカー部
- バスケットボール部
- 野球部
- ソフトテニス部
- テニス部
- 卓球部
- 剣道部
- バドミントン部
- バレーボール部
- ソフトボール部
- バトントワリング部
- ワンダーフォーゲル部

### 文化部
- 物理部
- 化学部
- 家庭科学部
- 茶華道部
- 書道部
- 美術部
- 音楽部
- 吹奏楽部
- ギター・マンドリン部
- 室内合奏部
- 箏曲部
- 写真部
- ESS部
- 文芸部
- 囲碁・将棋部
- 生物部
- 競技かるた部

### 総務部
- 新聞部
- 放送部（クイズ研究会[注釈 3]）
- 図書部

## 著名な出身者
スポーツ選手
- 竹田助一（元プロ野球選手）
- 芥田武夫（東京六大学野球・早稲田大学選手、リーグ戦初代首位打者、野球殿堂）
- 釣常雄（元プロ野球選手）
- 川石酒造之助 (柔道家、フランス講道館柔道連盟創設者)
- 佐伯喜三郎（アマチュア野球選手）
- 栗原民雄（柔道家、講道館10段、大日本武徳会範士）

文化・芸能
- 阿部知二（小説家、校歌「友にあたう」の作詞家でもある）
- 椎名麟三（小説家）
- 五十嵐播水（俳人、医師）
- 今木清志（元テレビ朝日番組プロデューサー、西日本短期大学メディア・プロモーション学科教授、副学科長）
- 浦山桐郎（映画監督）
- 桂米朝（落語家）
- 藤岡重慶（俳優）
- 藤岡琢也（俳優）
- 高田賢三（ファッションデザイナー）
- 永井一正（グラフィックデザイナー）
- 松本麻衣子（毎日放送アナウンサー）
- 高橋ひろ子（声優、女優）
- 乗峯栄一（小説家）
- 蓬萊泰三（脚本家、作詞家）
- 大塚徹（詩人）
- 小谷正一（イベントプロデューサー）
- 牛尾啓三（彫刻家）
- 東郷健（社会運動家、政治活動家）
- 大垣舞（元日本海テレビアナウンサー）
- 炭﨑俊毅（棋士）

実業家・企業
- 伊賀弘三良（祥伝社社長）
- 伊賀泰代（経営コンサルタント）
- 野田誠三（阪神電気鉄道社長・会長、阪神タイガースオーナー、甲子園球場設計者）
- 二木英徳（ジャスコ社長、イオン名誉相談役、日本体操協会会長）
- 吉田正樹（元フジテレビプロデューサー）
- 神吉晴夫（光文社社長）
- 寺田裕一（京阪電気鉄道社員、京阪カード取締役）
- 壺阪敏秀（テレビ神奈川 (tvk) 編成局長）
- 小柴博（ボーイスカウト運動・創始者）
- 尾上壽作（姫路商工会議所取締役会長）
- 伊藤長次郎（5代目伊藤長次郎、阪神財閥系譜伊藤財閥総帥、加古川銀行頭取）
- 川西龍三（阪神財閥系譜川西財閥2代目、川西航空機・川西機械製作所社長、新明和工業創業者）
- 植村光雄（住友商事社長・会長）

学者
- 池内紀（ドイツ文学者）
- 池内了（宇宙物理学者）
- 井上毅（明石市立天文科学館館長）
- 辻善之助（歴史学者）
- 和辻哲郎（思想家、哲学者）
- 神崎繁（哲学者）
- 小林四郎（化学者）
- 土方成美（経済学者、理論経済学、財政学）
- 甲斐仁志（狭山事件研究者）
- 都築正男（医学者、海軍軍医・少将）、「原爆症研究の父」）

政治家・官僚・法律
- 永田秀次郎（東京市長、貴族院議員、兵庫県立洲本中学校校長、俳人）
- 山脇延吉（兵庫県会議長、帝国農会副会長、神戸有馬電気鉄道社長）
- 清瀬一郎（弁護士、第49・50代衆議院議長）
- 杉本和行（財務事務次官）
- 石見元秀（姫路市長）
- 吉田豊信（内務官僚、姫路市長）
- 堀川和洋（姫路市長）
- 石見利勝（姫路市長、立命館大学教授）
- 清元秀泰（姫路市長、東北大学教授）
- 渡海紀三朗（政治家、自由民主党衆議院議員（9期）、文部科学大臣）
- 繁本護（政治家、自由民主党衆議院議員（1期）、財務大臣政務官）
- 直木倫太郎（復興局長官、土木技術者、都市計画家）
- 駒谷明（政治家、公明党衆議院議員（1期））
- 臼木秀剛（政治家、国民民主党衆議院議員（1期））
- 竹内英明（政治家）
- 安積明子（政治ジャーナリスト、ライター）

軍人
- 赤柴八重蔵（陸軍軍人・中将）
- 横山勇（軍人・中将）

教育
- 小泉又一（東京女子高等師範学校教授、文部官僚、教育者）
- 小西俊造（山口大学第6代学長）
- 小林潔司（京都大学教授）
- 高田隆（広島大学教授）
- 津田敏秀（岡山大学教授）
- 野間幹晴（一橋大学教授）
- 原口亮平（神戸大学名誉教授、元兵庫県立神戸高等商業学校校長）
- 前野育三（関西学院大学名誉教授）
- 水島銕也（神戸高等商業学校（現神戸大学）初代校長）
- 三浦陽一（中部大学国際人間学研究所長）
- 三上参次（東京帝国大学教授）
- 森川輝紀（埼玉大学名誉教授）
- 位田隆一（滋賀大学学長、京都大学名誉教授）
- 小原章裕（名城大学学長）
- 森川晃卿（大阪市立大学第5代学長）